# Aeroportul Municipal Gallup
Aeroportul Municipal Gallup (IATA: GUP, ICAO: KGUP, FAA LID: GUP) este un aeroport din New Mexico, Statele Unite ale Americii ce deservește zona Gallup. A fost numit după zona deservită.
Situat la o altitudine de 1.973 m, aeroportul dispune de 1 pistă.

## Infrastructură

### Piste
Aeroportul dispune de o singură pistă. Pista 06/24 are suprafața de asfalt și dimensiunile 7.315 picioare × 100 picioare. 